# قباع (قرية)
قباع هي قرية صغيرة تقع في ليبيا إلى الجنوب من مدينة غريان بحوالي 8 كيلومترات، يحدها من الشمال والغرب قرية اوسادن ومن الجنوب قرية شعتان ومن الشرق منطقة أبومعاد،
يقطنها حوالي 1000 نسمة. مساحتها حوالي 3 كيلومتر مربع. 
 من مرافق قباع مدرسة ابتدائية وإعدادية، ومحطة وقود، ومسجدين والثالث قيد الإنشاء، كما توجد بها بعض المحال التجارية الصغيرة.